# Раздвоение личности (фильм, 1982)
«Раздвоение личности» (англ. Split Image) — кинофильм режиссёра Теда Котчеффа, вышедший на экраны в 1982 году.

## Сюжет
Молодой человек из-за красивой девушки попадает в религиозную секту, где находится под полным влиянием её руководителя. Родители предпринимают несколько попыток переубедить сына и покинуть секту, после чего нанимают специалиста, который похищает молодого человека и «перепрограммирует» его.

## В ролях
- Майкл О’Киф — Дэнни «Джошуа» Стетсон
- Карен Аллен — Ребекка/Эми
- Питер Фонда — Нил Кирклендер
- Джеймс Вудс — Чарльз Пратт
- Элизабет Эшли — Диана Стетсон
- Брайан Деннехи — Кевин Стетсон
- Дебора Раш — Джудит
- Ирма П. Холл  — Мэд
- Билл Ингвалл — студент